# 事物考
《事物考》，书名。明傅岩撰。

## 简介
八卷。大抵本《事物纪原》而稍附益，兼增入明代地名、官制、礼仪，合而成书。所载明初文臣无谥及五军营制，足参证《明会典》之异同。